# Салаков, Лев
Лев А. Салаков (род. 1938) — советский хоккеист, нападающий.
Выступал за команды ЛИИЖТ (1957/58 — 1961/62) и «Даугава» Рига (1964/65 — 1965/66). В классе «А» провёл три сезона (1959/60 — 1961/62).
Чемпион РСФСР 1958.